# Pastýřská Stěna

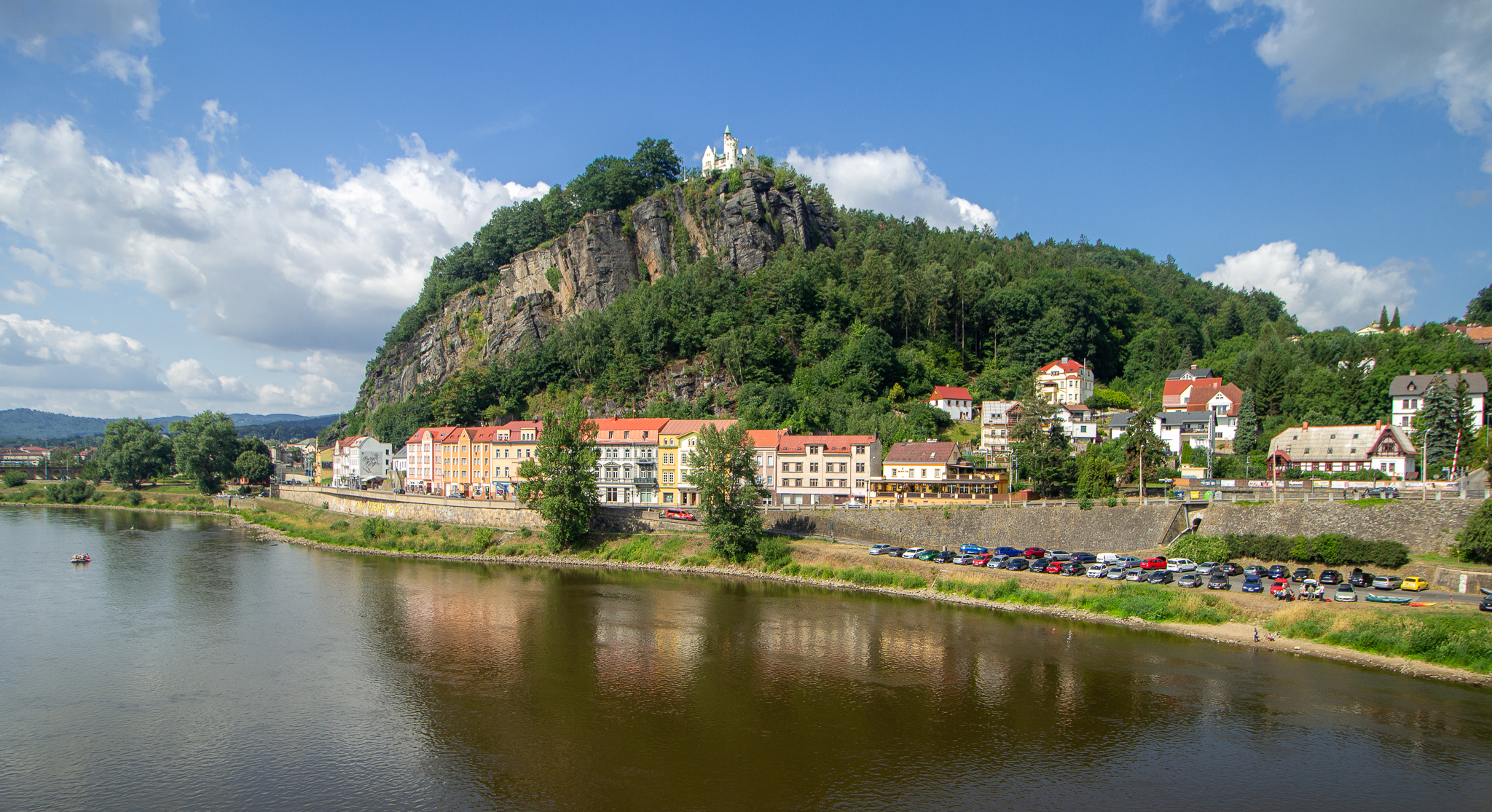
Pastýřská stěna i Łaba

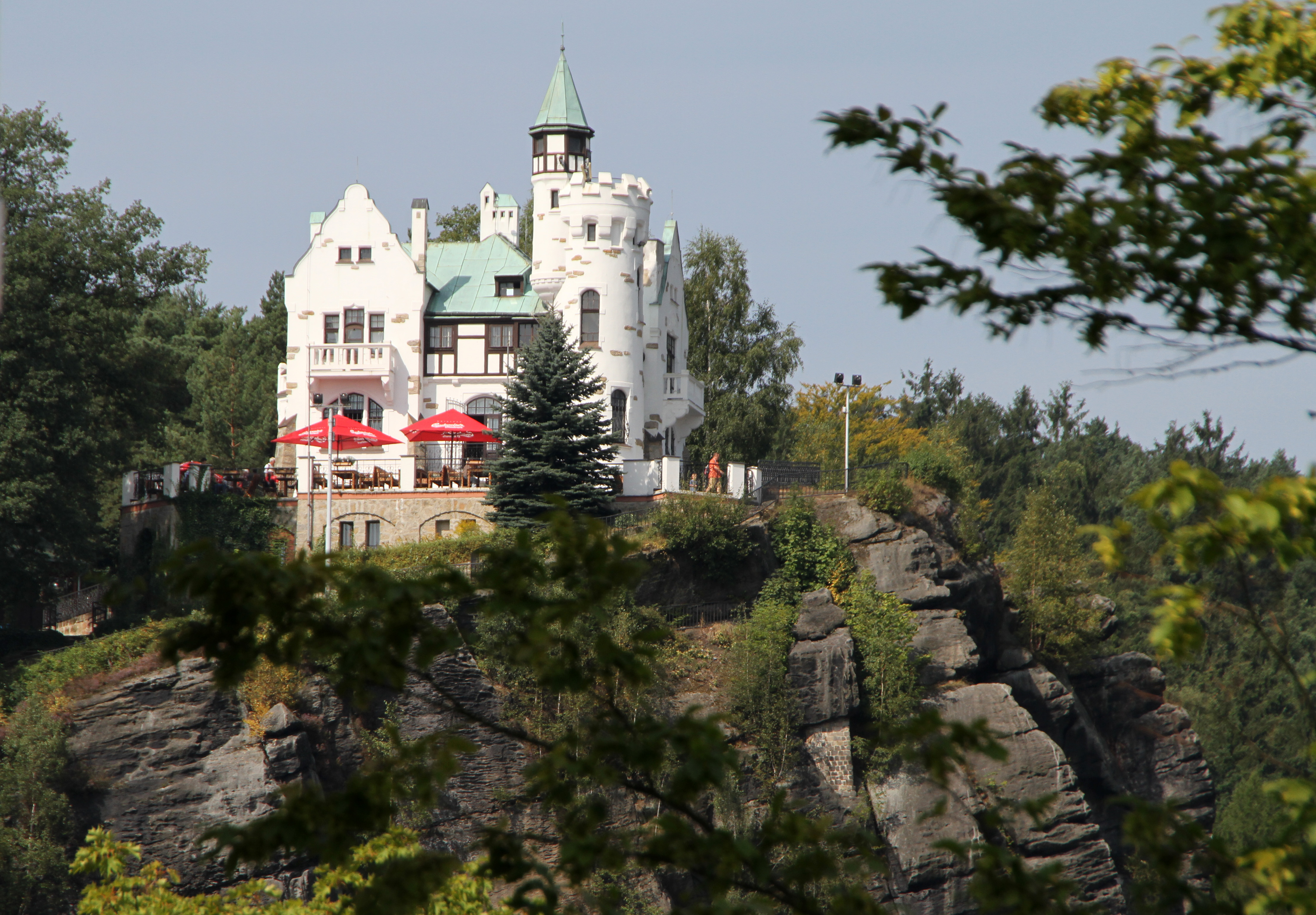
Restauracja z 1905

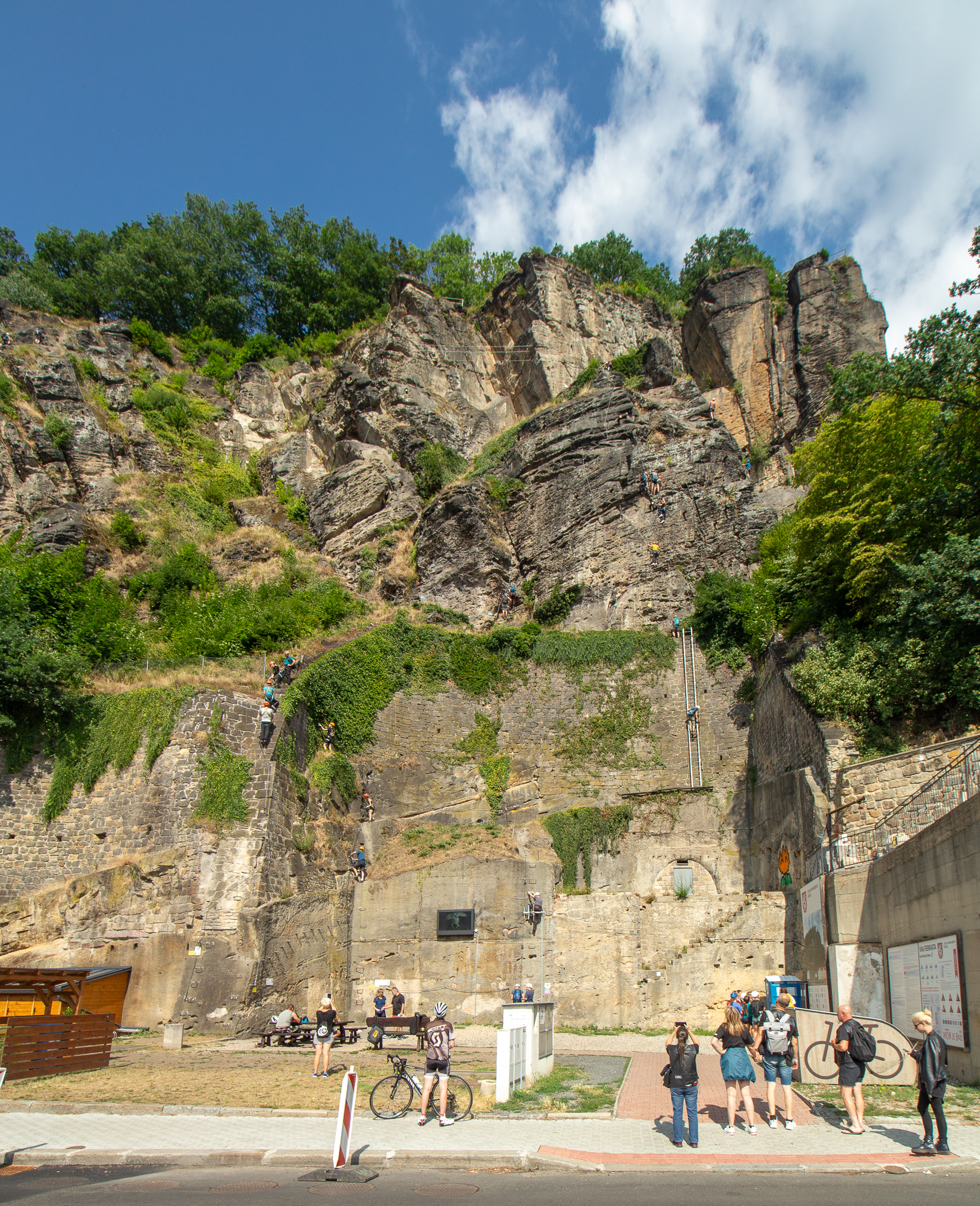
Via ferrata

Pastýřská Stěna – piaskowcowa ściana skalna w Czechach (kraj ustecki) wznosząca się na wysokość 160 m nad rzeką Łabą w Děčínie (część Podmokly) przy ulicy Labské nábřeží, w pobliżu Tyršův mostu. Stanowi jedną z charakterystycznych cech panoramy miasta. 

## Historia
Ściana stanowiła w przeszłości źródło pozyskiwania materiału budowlanego. W XIX wieku pochodzący z niego piaskowiec wykorzystano do budowy linii kolejowej z Pragi do Drezna, a także do budowy znajdującego się obok Tyršův mostu. Stała tu drewniana karczma, w 1905 zastąpiona budynkiem murowanym z restauracją, miejscami noclegowymi oraz cylindryczną wieżą i platformą widokową. W niewielkiej odległości od niego znajduje się ogród zoologiczny. Przez ścianę przechodzi tunelem linia kolejowa na odcinku między stacjami Děčín-Prostřední Žleb, a Děčín hlavní nádraží, natomiast górą wiedzie czerwony szlak pieszy Via Czechia (E3), na tym odcinku z centrum Děčína na Děčínský Sněžník.

## Via ferrata
W 2014 w ścianie urządzono najdłuższy zespół via ferrat w Czechach. Jest to jednocześnie jedna z nielicznych europejskich via ferrat zlokalizowanych w centrum miasta. Poprowadzono tutaj łatwiejsze trasy o trudności w skali saksońskiej C (na granicy D), jak i bardziej wymagające przejścia oznaczone jako D (na pograniczu E). 
Nazwy tras w ścianie:
1. Cesta do nebíčka: C/D
2. Tichá tolerance: C
3. Spolcení hlupců: C/D
4. Vzpomínka: C
5. Hladový poutník: B/C
6. Stříbrná vůle: D/E
7. Pošetilost mocných: E
8. Pastýř: D/E
9. Frona: D/E-E
10. Karlův most: B
11. Dráteník: E
12. Vzdušný balet: B
13. Memento HTW: C/D
14. Rock Empire: C/D
15. Pivovarská: D
16. Adrenalin Challange: C/D[3].